# Las Vegas, New Mexico

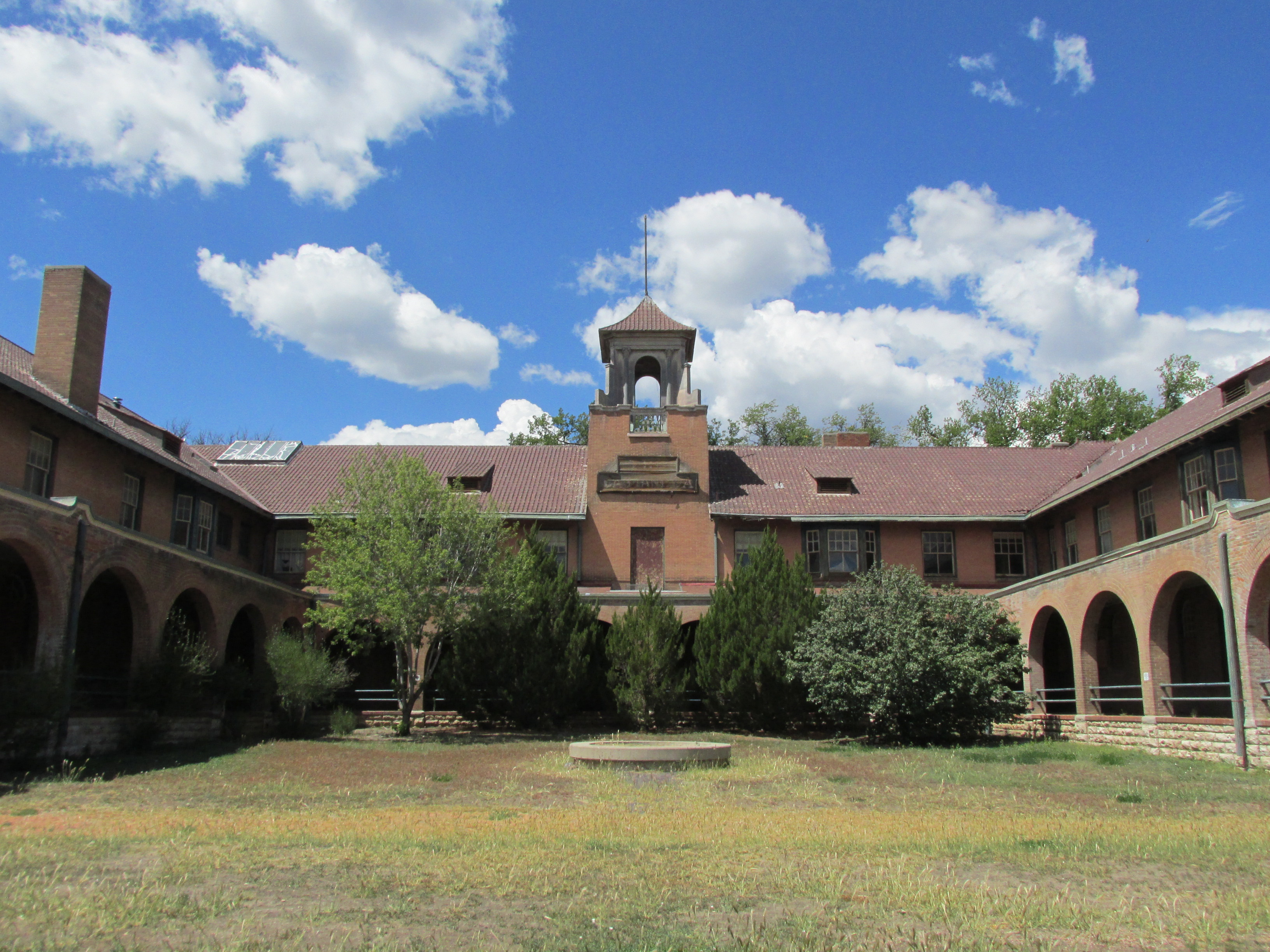

Las Vegas este o localitate, o municipalitate și sediul comitatului San Miguel din statul New Mexico, Statele Unite ale Americii.